# Violín tradicional

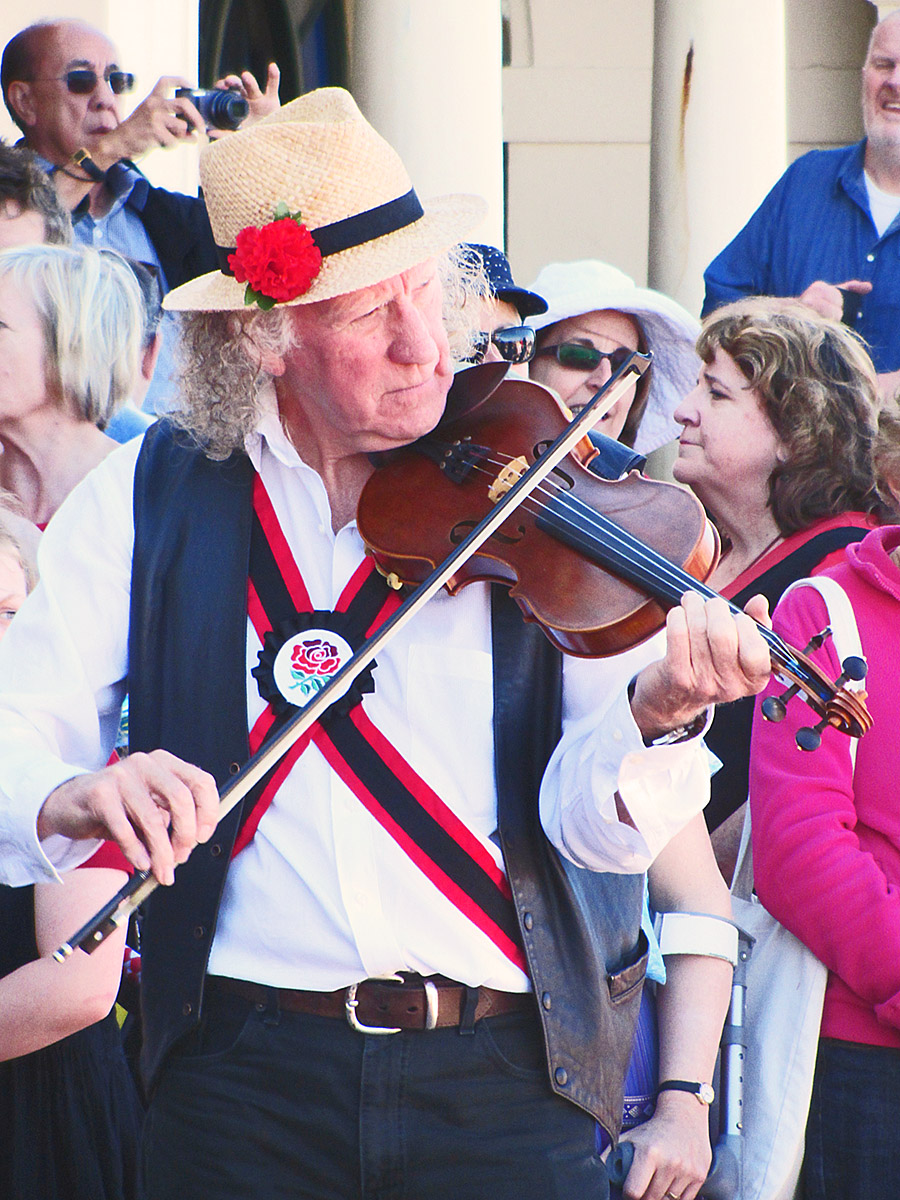
Violín tradicional

El violín tradicional, conocido en el mundo anglosajón como fiddle, constituye una variedad de tipos de violín que se toca en música folclórica o tradicional. También es un término coloquial para el instrumento. El violín tradicional es parte de muchos estilos tradicionales de música que se enseñan de oído preferiblemente, y no a través de la música escrita. Es menos común que un violinista de formación clásica toque música folclórica, pero hoy en día, muchos violinistas tradicionales tienen un entrenamiento clásico.

## Estilos
En mayor medida que el violín clásico, el violín se caracteriza por una gran variedad de tradiciones étnicas o folclóricas, cada una de las cuales tiene su propio estilo distintivo.

### Europa

#### Gran Bretaña
- Música folclórica de Inglaterra, que incluye:
  - El estilo de violín de Northumbria, que ofrece hacer segunda, una parte improvisada en armonía tocada por un violinista segundo.
- Violín escocés, que incluye:
  - Tradición de Shetland, se caracteriza por "cuerdas vibrantes" y ritmos sincopados.
  - Tradición de Scottish Lowlands, fuertemente influenciada por la técnica del violín barroco con técnicas de arqueamiento staccato y Scotch snap, además del uso de paradas dobles.
  - Tradición de Scottish Borders, con un repertorio pesado en hornpipe y con el uso pesado de paradas dobles.
  - Tradición de Highlands, altamente influenciada por la ornamentación y la escala de la gran gaitana de la montaña, así como un arqueo suave que otros estilos escoceses del violín y un swing del 6/8 jig ritmo.
  - Tradición de Orkney, con una reverencia y una ornamentación más sencillas, pero con temas que incluyen accidentes.
- Música de Gales, una tradición recientemente revivida.

#### América Latina
- Forró, un tipo musical brasileño, Incluyendo la tradición rabeca fiddle
- Tradición de México, que incluye  mariachi, son planeco, son arribeño, son huasteco, son calentano, violín-tambora y danza indígena.
- Tradición de Perú